# کشه (نطنز)
کشه (نطنز)، روستایی از توابع بخش مرکزی شهرستان نطنز در استان اصفهان ایران است.

## جمعیت
این روستا در شمال دهستان طرق رود قرار دارد و براساس سرشماری مرکز آمار ایران در سال ۱۳۸۵، جمعیت آن ۶۷۵ نفر (۲۴۲خانوار) بوده‌است. هم‌اکنون بالای ۱۴۰۰ نفر جمعیت دارد

## امکانات
چندین سوپرمارکت-نانوایی-پست بانک-تعمیرات لوازم خانگی-میوه فروشی-فروشگاه ابزار الات و مصالح ساختمانی